# Varieras
Varieras is een kevergeslacht uit de familie van de boktorren (Cerambycidae). De wetenschappelijke naam van het geslacht werd voor het eerst geldig gepubliceerd in 1984 door Villiers.

## Soorten
Varieras is monotypisch en omvat slechts de volgende soort:
- Varieras variabile Villiers, 1984